# Atantano Shrine
Atantano Shrine är ett monument i Guam (USA). Det ligger i kommunen Piti, i den västra delen av Guam, 10 km sydväst om huvudstaden Hagåtña. 
Monumentet finns sedan 1995 i US National Register of Historic Places.